# Rezolucija Vijeća sigurnosti UN-a 727
Rezolucijom Vijeća sigurnosti UN-a 727, jednoglasno usvojenom 8. siječnja 1992., nakon ponovnog potvrđivanja rezolucija 713 (1991.), 721 (1991.), 724 (1991.) i razmatranja izvješća glavnog tajnika Butrosa Butros-Ghalija, Vijeće je pozdravilo nedavnu potpisivanje sporazuma u Sarajevu o prekidu vatre u sukobima u Socijalističkoj Federativnoj Republici Jugoslavija, tj. u još uvijek međunarodno nepriznatoj Hrvatskoj.
Vijeće je također podržalo preporuku glavnog tajnika u njegovom izvješću i odobrilo slanje 50 vojnih časnika za vezu radi promicanja održavanja prekida vatre, pozivajući sve strane sporazuma u Sarajevu da poštuju sporazum. Također je apelirao na strane da osiguraju sigurnost svog osoblja iz Ujedinjenih naroda i Europske zajednice koji posjećuju regiju, te ponovno potvrdio embargo na oružje koji se primjenjuje na sve republike Jugoslavije.

## Vanjske poveznice
| Wikizvor | Engleski Wikizvor ima izvorni tekst na temu: United Nations Security Council Resolution 727 |

- Text of the Resolution at undocs.org